# SN 2007dy
SN 2007dy – supernowa typu Ib odkryta 13 maja 2007 roku w galaktyce A212203+0509. W momencie odkrycia miała maksymalną jasność 19,60m.